# Álvaro Antonio Gestido Pose
Álvaro Antonio Gestido Pose (Montevideo, 17 de maig 1907 - Santa Clara de Olimar, 18 de gener 1957) fou un futbolista uruguaià dels anys 20 i 30.
Va néixer a Montevideo. El seu club fou CA Peñarol, on jugà entre 1926 i 1942. Va viure l'època daurada de la selecció de l'Uruguai. En total disputà 25 partits nacionals i es proclamà campió olímpic a Amsterdam 1928 i campió del món a l'Uruguai 1930. L'any 1941, va anunciar que es retirava del futbol, tot i així, el 1944, va tornar a jugar durant 2 partits per tal d'ajudar al seu equip de tota la vida.